# Fort de Maizeret
Le fort de Maizeret est un des neuf forts composant la position fortifiée de Namur établie à la fin du XIXe siècle en Belgique.
Ce fort fut construit de 1888 à 1892 selon les plans du général Brialmont.
Contrairement aux forts français construits à la même époque par Séré de Rivières, ce fort était en béton non-armé, nouveau matériau pour l'époque, au lieu de maçonnerie. Lors du siège de Namur, en août 1914, le fort est lourdement bombardé par l'artillerie allemande. Le fort de Maizeret fut remis à niveau en 1930 dans l'espoir de prévenir ou ralentir une, alors hypothétique, attaque allemande. En 1940, il est sérieusement attaqué et capturé le 23 mai. Actuellement, le fort est à l'abandon et est devenu une propriété privée.

## Description
Le fort de Maizeret est situé à 9 km à l'est de Namur. C'est un des plus petits forts Brialmont. Il est de forme trapézoïdale et surplombant la Meuse.  Il est entouré de fossés profonds de 6 mètres et larges de 8 mètres. Ces fossés sont défendus en enfilade par des canons de 57 mm rassemblés dans des casemates situées dans la contrescarpe. L'armement principal était concentré sur le massif central, étroitement rassemblé sous un épais béton.
Les forts belges faisant peu de provisions par rapport aux besoins quotidiens d'une garnison en temps de guerre et les latrines, douches, cuisines et morgue se retrouvant dans la contrescarpe, les rendaient intenables pendant des combats. Cela aura des conséquences importantes sur la capacité des forts à résister à un assaut de longue durée. La zone de service était placée en face des baraquements qui donnaient sur le fossé à l'arrière du fort (dans ce cas, en direction de Namur) et qui bénéficiaient d'une protection moindre que le front ou les saillants. Les forts conçus par Brialmont possédaient le côté arrière plus faiblement défendu pour permettre une recapture par les forces belges et les commodités et les baraquements y étaient localisés, le fossé apportant lumière et ventilation aux espaces de vie. Au combat, les bombardements intenses rendaient le fossé arrière intenable et les forces allemandes surent profiter de cette faiblesse après avoir franchi l'espace entre 2 forts. Les forts Brialmont étaient également conçus pour résister à un bombardement de canons de 21 cm. Le sommet du massif central était épais de 4 m de béton non-armé alors que les murs de la caserne, jugés moins exposés, n'en faisaient que 1,5 m. Lors des bombardements, les forts furent endommagés par des canons de calibre 21 cm auxquels ils ne purent opposer un feu au moins équivalent.

## Construction
Les 3 forts situés sur la rive droite de la Meuse (Maizeret, Andoy et Dave) étaient reliés par un chemin de fer militaire avec une réserve de matériaux (galets et sable) à Maizeret. Les matériaux étaient délivrés par voie d'eau via la Meuse à Samson et étaient remonté jusqu'au fort par un plan incliné.

## Armement
L'armement du fort de Maizeret incluait une coupole rotative avec un obusier de 21 cm, une coupole avec deux canons de 15 cm et deux coupoles avec deux canons de 12 cm pour l'attaque à longue distance. Il y avait aussi 4 coupoles éclipsables équipées de canons de 57 mm pour la défense rapprochée. Six canons de 57 mm à cadence rapide équipaient les casemates pour la défense des fossés et de la poterne,.
Le fort possédait également une tourelle d'éclairage.
L'artillerie lourde du fort était de fabrication allemande (Krupp) alors que les mécanismes des tourelles étaient d'origines diverses. La communication entre les forts voisins se faisait au moyen de signaux lumineux. Les canons utilisaient la poudre noire, ce qui produisait des gaz asphyxiant dans les espaces confinés et qui se propageaient dans le fort.

## Première guerre mondiale

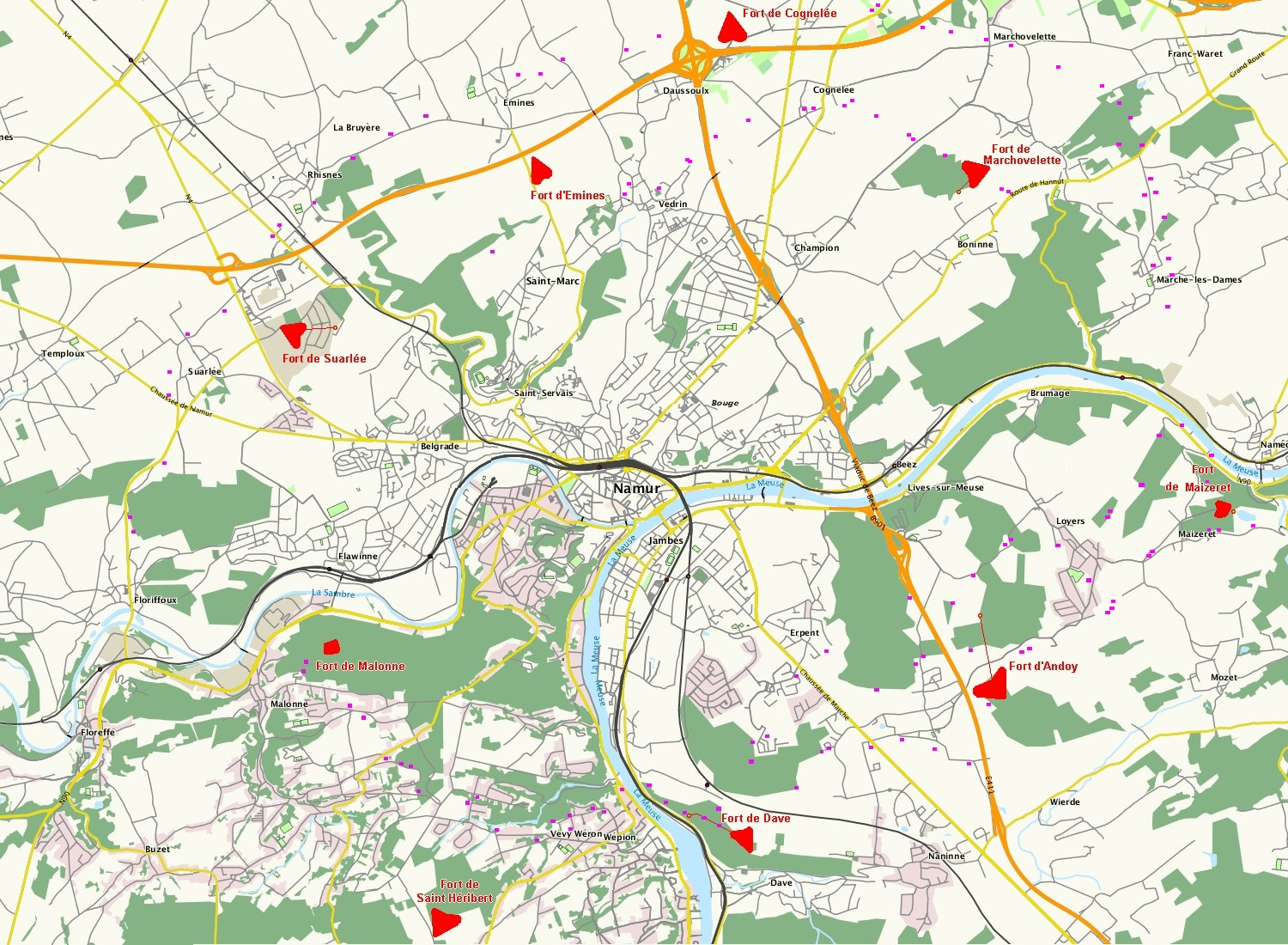
Vue d'ensemble des forts de Namur

En 1914, le fort est servi par 400 soldats sous les ordres du capitaine-commandant Poncelet. Le fort est bombardé le 21 août. Contrairement aux attaques sur les forts de Liège, l'infanterie n'est pas envoyée d'emblée pour éviter les pertes inutiles. Les forts de Namur tombèrent rapidement, celui de Maizeret fut abandonné par sa garnison le 22 août, sa capacité de résistance ayant été anéantie par les bombardements de l'artillerie lourde allemande.

## Position fortifiée de Namur
L'armement du fort fut amélioré en 1930 dans le but de dissuader une éventuelle incursion allemande. La tourelle de 15 cm fut remplacée par une tourelle de deux canons de 105 mm à longue portée. Les 4 tourelles rétractables de 57 mm furent quant à elles échangées contre des tourelles, également éclipsables d'obusiers de 75 mm. Les 2 coupoles de 12 cm furent rééquipées avec deux mitrailleuses pour une et deux lance-mines pour l'autre. La tourelle avec l'obusier de 21 cm fut comblée. L'entrée fut dotée de deux positions de mitrailleuses. Six positions DCA armée de mitrailleuses Maxim furent également placées. La protection fut substantiellement améliorée ainsi que la ventilation, les commodités et la communication notamment par l'installation de l'électricité.
La zone autour du fort fut dotée de postes d'observation et abris à destination des troupes d'intervalles.

## Seconde Guerre mondiale
En 1940, durant la bataille de France, le fort était commandé par le capitaine-commandant Hambrenne. Il ouvre le feu le 14 mai sur des cibles distantes. Le 15 mai, il tire en soutien du fort de Marchovelette et est inactif les 2 jours suivant. Le 18 mai, il fournit de nouveau un appui au fort de Marchovelette. Le 19, des escarmouches avec des Allemands ont lieu et deux blessés sont faits prisonniers. Le 20 mai, il appuie le fort d'Andoy. Des actions sporadiques ont encore lieu les 21 et 22. Le matin du 23, le fort est lourdement bombardé par des canons de 88mm puis subit un assaut d'infanterie. Le fort finit par se rendre à 14h45, ayant perdu quasi toute sa capacité de résistance.

## Aujourd'hui
L'accès est interdit au public et est devenu une propriété privée. Une carrière fut creusée juste à l'est du fort. Une des positions de contre-escarpe est directement sur le bord de cette carrière en face de la Meuse. Il n'a jamais été réparé ou réhabilité après la Seconde Guerre mondiale. Les propriétaires actuels vivent dans l'ancienne maison du commandant.